# Brahea
Brahea Mart. ex Endl. è un genere di piante della famiglia delle Arecacee (o Palme), diffuso in Messico e America centrale. 

## Tassonomia
Comprende le seguenti specie:
- Brahea aculeata (Brandegee) H.E.Moore
- Brahea armata S.Watson
- Brahea brandegeei (Purpus) H.E.Moore
- Brahea calcarea Liebm.
- Brahea decumbens Rzed.
- Brahea dulcis (Kunth) Mart.
- Brahea edulis H.Wendl. ex S.Watson
- Brahea moorei L.H.Bailey ex H.E.Moore
- Brahea pimo Becc.
- Brahea salvadorensis H.Wendl. ex Becc.
- Brahea sarukhanii H.J.Quero